# لي بارو
لي بارو (بالإنجليزية: Lee Barrow) (1 مايو 1973 في المملكة المتحدة - ) هو لاعب كرة قدم بريطاني في مركز الدفاع. لعب مع نادي آبريستويث تاون ونادي باري تاون يونايتد ونادي توركي يونايتد ونوتس كاونتي ونادي سكاربورو ونادي هدنسفورد تاون ونادي راشل أوليمبيك وستافورد رينجرز وGresley Rovers F.C. ‏ وKidsgrove Athletic F.C. ‏ وليك تاون ‏ وMickleover F.C. ‏ وHeather St John's F.C. ‏.

## وصلات خارجية
- لي بارو على موقع قاعدة بيانات كرة القدم.إي يو (الإنجليزية)
- لي بارو على موقع Soccerbase.com (لاعب) (الإنجليزية)